# Friedrichsthal (Oranienburg)

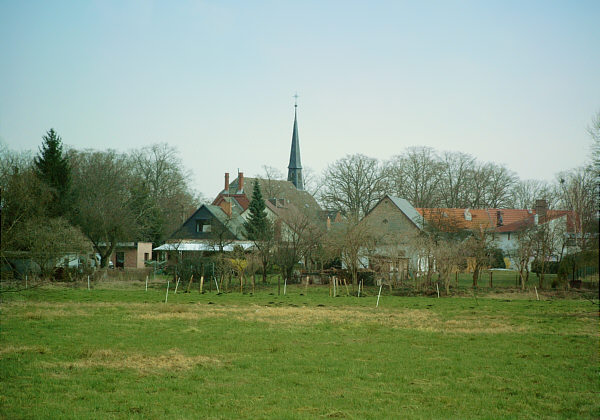
Ortsansicht

Friedrichsthal ist ein Ortsteil der Stadt Oranienburg im brandenburgischen Landkreis Oberhavel.

## Lage
Friedrichsthal liegt nördlich des Zentrums von Oranienburg in einem waldreichen Gebiet an der Havel (siehe auch Zehdenick-Spandauer Havelniederung). Der flächenmäßig ausgedehnte Oranienburger Ortsteil umfasst die Siedlungen Fichtengrund, Neu-Friedrichstal und Dameswalde.

## Geschichte
Die erste urkundliche Erwähnung des Ortes als Grabstorff (später Grabsdorf) ist aus dem Jahr 1350 datiert. Der Name Friedrichsthal rührt von Friedrich I. her, der am Havelufer das Jagdschloss Friedrichsthal errichten ließ und den Ort nach sich selber umbenannte. Das Schloss wurde bereits 1873 abgerissen. Friedrichsthal war ein Kolonistendorf, zunehmend auch ein Fischerdorf. Bereits 1782 siedelten sich 15 Uhrmacher aus der französischen Schweiz, Mitglieder der Reformierten Kirche, in Friedrichsthal an. Sie bezogen eigens für sie errichtete Häuser und richteten eine Manufaktur ein. Mitte des 19. Jahrhunderts wurde das nicht mehr lohnende Uhrmacherhandwerk im Ort eingestellt. Durch die Verlängerung des Malzer Kanals 1836 bis zur Zugbrücke in Friedrichsthal zogen viele Schifferfamilien hierher, die mit dem Betrieb von Lastkähnen ihren Lebensunterhalt verdienten.
Im Jahr 1790 wurde eine Glashütte auf etwa 28 Morgen Land für Flaschenglas errichtet. Im Herbst 1842 wurde die Fabrik geschlossen.

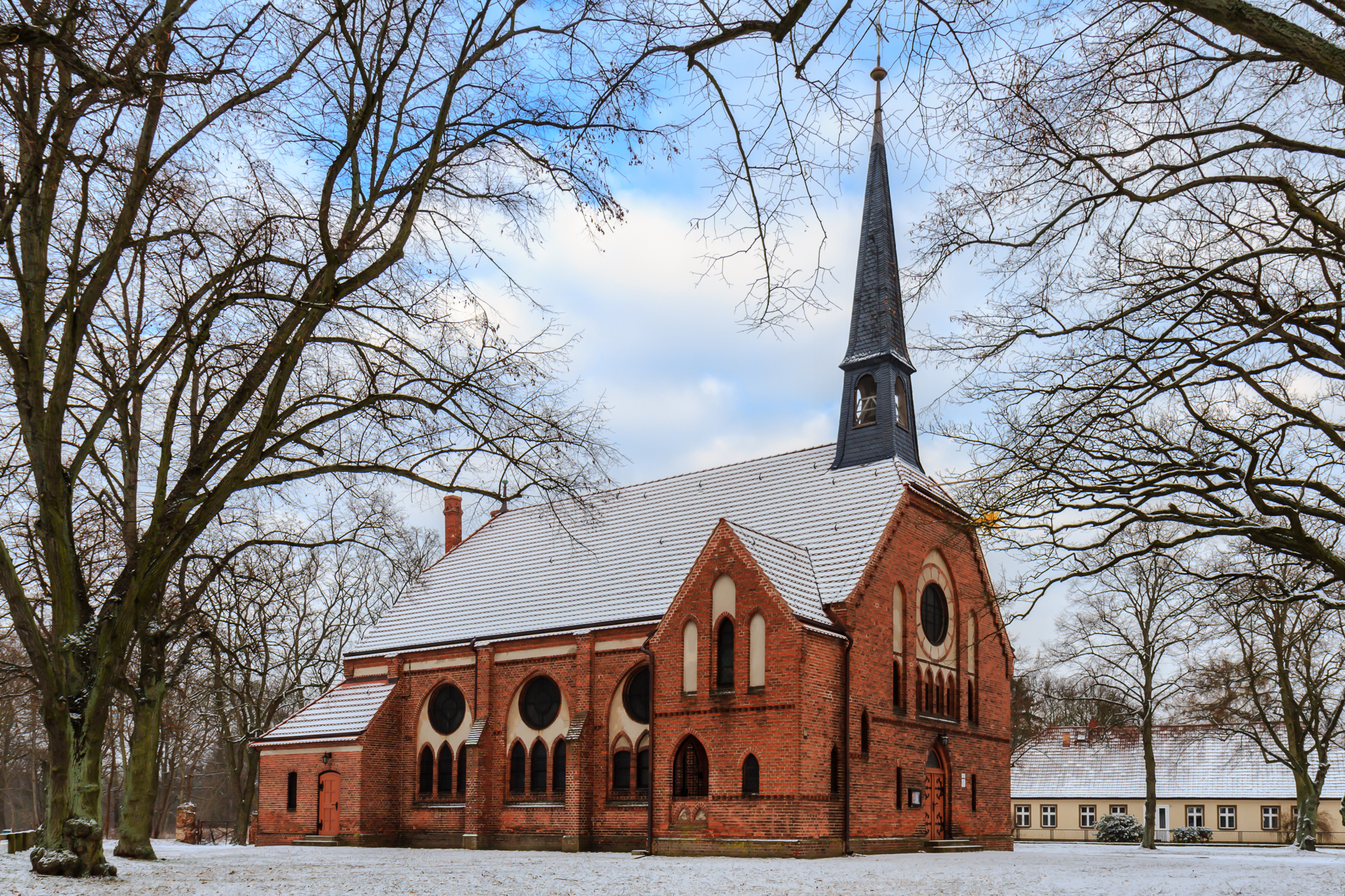
Evangelische Kirche in Friedrichsthal

Von 1895 bis 1897 wurde nach Entwürfen von Ludwig von Tiedemann die Dorfkirche errichtet. In der Nordwand der Kirche wurde das kurfürstliche Steinwappen aus dem ehemaligen Friedrichsthaler Schloss eingefügt. Der spätere evangelische Bischof und EKD-Ratsvorsitzende Kurt Scharf war hier von 1933 bis 1945 Pfarrer. Die Ortschaft wurde Anfang des 20. Jahrhunderts – wie so oft in der Umgebung von Berlin – ausgebaut, um den Stadtflüchtlingen bessere Bedingungen als in der Großstadt zu bieten. 

Seit dem 26. Oktober 2003 ist Friedrichsthal nach einer Gemeindegebietsreform ein Ortsteil von Oranienburg.
Zu einiger Berühmtheit gelangte der in Łódź geborene starke Mann, Artist Siegmund Breitbart. Im Laufe des Jahres 1924 wurde die Villa des auch „Eisenkönig“ genannten Mannes fertiggestellt. Familie Breitbart war in Friedrichsthal sehr beliebt und geachtet. Breitbart unterstützte arme Bewohner durch Speisung.
Zu Ehren von Breitbart wurde am 22. Februar 2013 eine Straße in der Nähe der Villa Breitbart auf den Namen Siegmund-Breitbart-Straße umbenannt.

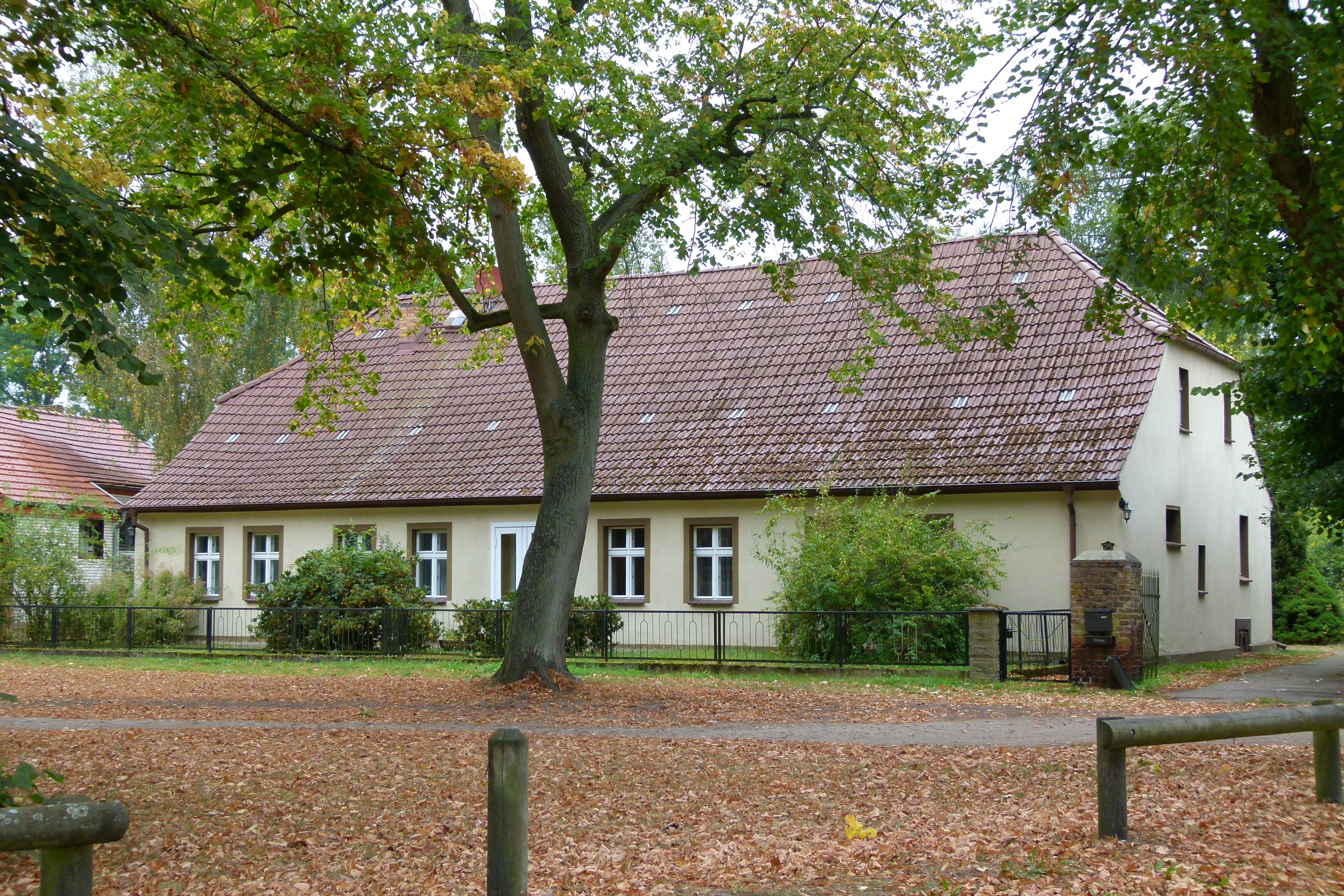

## Verkehrsanbindung
Der Ortsteil liegt an der Bahnstrecke Berlin–Neustrelitz (Berliner Nordbahn), hat jedoch keinen Anschluss an die Züge auf dieser Strecke, da der ehemalige Bahnhof Fichtengrund stillgelegt ist. Die nächsten Bahnhöfe, die in Betrieb sind, sind die Bahnhöfe Oranienburg (Regionalexpress, Regionalbahn und S-Bahn) und Sachsenhausen (Regionalbahn). Südlich vom Friedrichsthal verläuft die ehemalige Bahnstrecke Wensickendorf – Schmachtenhagen – Oranienburg, die nur auf dem östlichen Abschnitt Wensickendorf – Schmachtenhagen in Betrieb ist. Die Bundesstraße 96 verläuft westlich von Friedrichsthal. Der Ort wird im Westen von der Havel durchflossen, im Osten vom Oder-Havel-Kanal. Anstelle einer seit Mitte 2009 stillgelegten Personenfähre wird der Kanal bei Friedrichsthal seit Oktober 2010 von einer Fuß- und Radfahrerbrücke überquert, die auch für Rettungsfahrzeuge zugelassen ist.

## Vereine (Auswahl)
- SV Friedrichsthal 1970 e. V. (Fußball)[6]
 Der SV Friedrichsthal tritt mit einer Senioren-, zwei Herren-, einer Frauen- sowie drei Jugendmannschaften in den jeweiligen Ligen an. Ab der Saison 2017/18 spielt die 1. Mannschaft des SV Friedrichsthal erstmals in der Kreisoberliga (höchste Klasse des Kreises).
- Fichte Friedrichsthal (Volleyball)
- Feuerwehr Förderverein e. V. (Förderverein)
- Schul-Förderverein Regenbogen e. V.